# فلافيو كامبوس
فلافيو كامبوس (29 أغسطس 1965 في البرازيل – )؛ هو لاعب كرة قدم سابق كان يلعب كلاعب وسط.

## وصلات خارجية
- فلافيو كامبوس على موقع رابطة كرة القدم اليابانية للمحترفين (اليابانية)
- فلافيو كامبوس على موقع قاعدة بيانات كرة القدم.إي يو (الإنجليزية)
- فلافيو كامبوس على موقع Soccerway.com (الإنجليزية)
- فلافيو كامبوس على موقع عالم كرة القدم.نت (الإنجليزية)